# باكروجيس
باكروجيس (بالإنجليزية: Pakruojis) هي منطقة سكنية تقع في ليتوانيا في مقاطعة شياولياي. يقدر عدد سكانها بـ 6,057 نسمة .